# Rockbaren

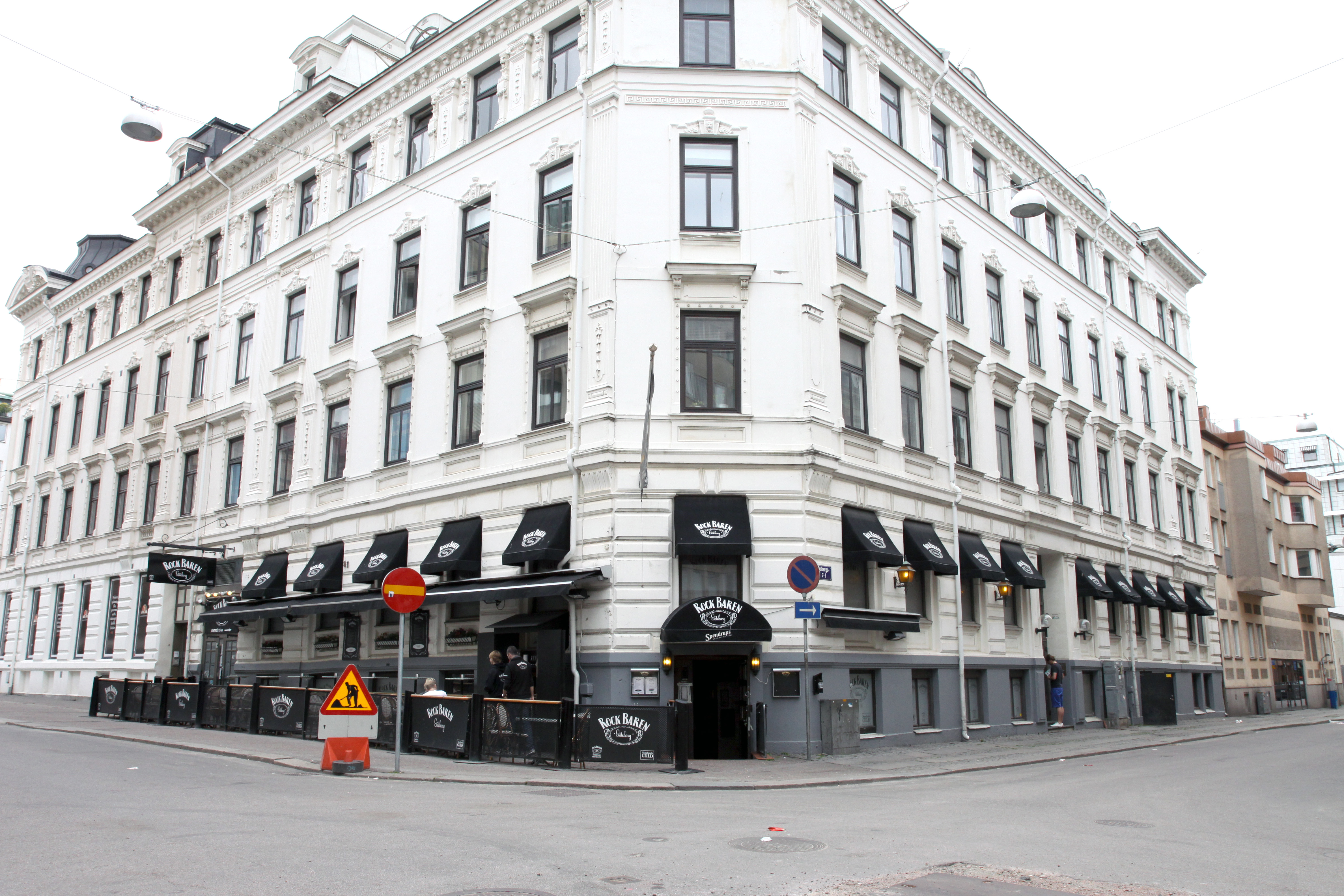
Rockbaren 2009

Rockbaren är en pub och restaurang på Kristinelundsgatan i Göteborg.